# Thomas Dabre

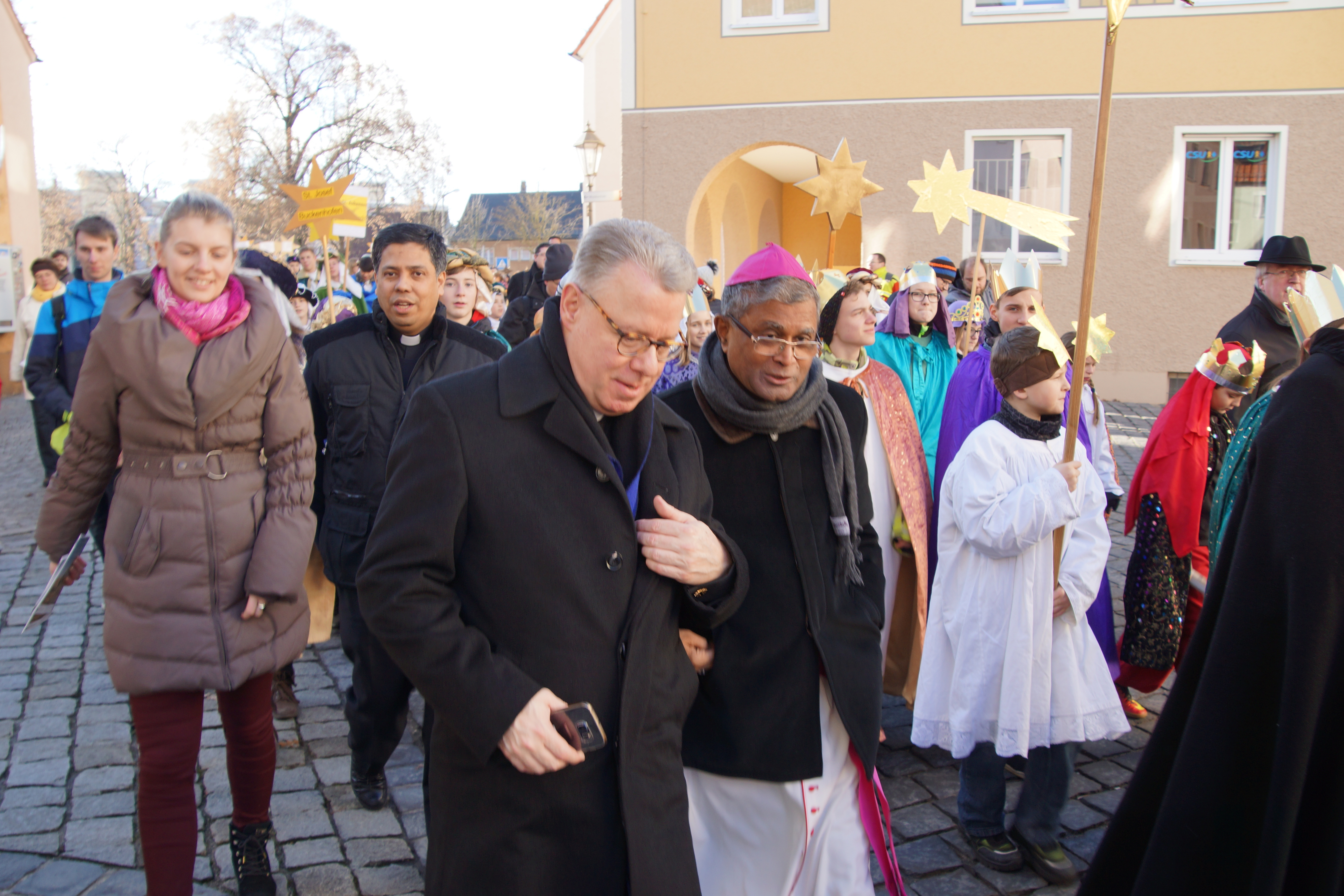
Bischof Dabre im Dezember 2016

Thomas Dabre (* 23. Oktober 1945 in Bhuigaon) ist ein indischer Geistlicher und emeritierter römisch-katholischer Bischof von Poona.

## Leben
Thomas Dabre empfing am 31. Oktober 1971 die Priesterweihe für das Erzbistum Bombay.
Papst Johannes Paul II. ernannte ihn am 2. April 1990 zum Titularbischof von Arae in Numidia und Weihbischof in Bombay. Der Erzbischof von Bombay, Simon Ignatius Kardinal Pimenta, spendete ihm am 27. Mai desselben Jahres die Bischofsweihe; Mitkonsekratoren waren Longinus Gabriel Pereira, emeritierter Weihbischof in Bombay, und Ferdinand Joseph Fonseca, Weihbischof in Bombay.
Am 22. Mai 1998 wurde er zum ersten Bischof des mit gleichem Datum errichteten Bistums Vasai ernannt. Papst Benedikt XVI. ernannte ihn am 4. April 2009 zum Bischof von Poona.
Papst Franziskus nahm am 25. März 2023 seinen altersbedingten Rücktritt an.